# Promotions!
「Promotions!」（プロモーションズ）は、Cornelius（小山田圭吾）が1994年にリリースしたミュージック・ビデオ集である。トラットリア・メニュー37。

## 収録曲
1. THE SUN IS MY ENEMY
2. PERFECT RAINBOW
3. (YOU CAN'T ALWAYS GET) WHAT YOU WANT